# Saint-Julien-de-Raz
Saint-Julien-de-Raz (también denominada localmente Saint-Julien-de-Ratz) era una comuna francesa situada en el departamento de Isère, de la región de Auvernia-Ródano-Alpes, que el 1 de enero de 2017 fue suprimida al fusionarse con la comuna de Pommiers-la-Placette, formando la comuna nueva de La Sure-en-Chartreuse.

## Demografía
| Gráfica de evolución demográfica de Saint-Julien-de-Raz entre 1800 y 2014 |
|                                                                           |

Los datos demográficos contemplados en este gráfico de la comuna de Saint-Julien-de-Raz se han cogido de 1800 a 1999 de la página francesa EHESS/Cassini, y los demás datos de la página del INSEE.